# 真嶋杏次
真嶋 杏次（まじま あんじ）は、日本のイラストレーター。鴉丸忠次名義でも活動している。本業はゲームクリエイター。

## 人物
緻密で美麗な色彩に可愛らしいキャラクターイラストが主な特徴。

## 関わった主な作品

### ゲーム
- 真嶋杏次名義 - 主に輪くすさがと共に活動。
  - LORD of VERMILION（スクウェア・エニックス）
  - ドルアーガオンライン THE STORY OF AON（ナムコ）
  - モンスターコレクション（ブロッコリー）

### 書籍
- ソードワールド2.0（グループSNE）